# Aldebert IV. (La Marche)
Aldebert IV. (auch Adalbert; † 1178/1180) war ein Graf von La Marche aus dem Haus Montgommery. Er war ein Sohn des Grafen Aldebert III., dem er zu einem unbekannten Zeitpunkt als Graf gefolgt war.
Aldebert hatte mindestens zwei Kinder, die aber vor ihm starben. Von seiner Ehefrau trennte er sich, angeblich weil diese ihm untreu geworden war. Eine Chronik der Abtei Saint-Martial von Limoges berichtet, dass er sie und ihren Liebhaber erschlagen hätte, allerdings vermeldet Geoffroy du Breuil ihre Wiederverheiratung mit einem Adligen nach Aldeberts Tod.
Ohne Erben verkaufte er im Jahr 1177 die Marche an König Heinrich II. von England, den Ehemann seiner Lehnsherrin Herzogin Eleonore von Aquitanien, um sich von dem Erlös eine Pilgerreise nach Jerusalem leisten zu können. Dieser Verkauf fachte die Fehdelust der Familie Lusignan zusätzlich an, die ihrerseits einen Erbanspruch auf die Marche erhob.
Das Todesdatum von Aldebert variiert in den Überlieferungen. Bernard Itier zufolge starb er im Jahr 1178, eine Urkunde aus dem Heiligen Land nannte ihn aber noch im Jahr 1179 als Teilnehmer eines Disputs zwischen den Orden der Templer und Hospitaliter. Geoffroy du Breuil setzt seinen Tod in Konstantinopel im Jahr 1180 an.